# G17 Plus
G17 Plus (serb. G17 plus / Г17 плус, G17+) – serbska partia polityczna o profilu konserwatywno-liberalnym i centroprawicowym, działająca w latach 2002–2013. Partia należała do Europejskiej Partii Ludowej. Jej przewodniczącymi byli Miroljub Labus (2002–2006) i Mlađan Dinkić (2006–2013). Zastąpiona przez formację Zjednoczone Regiony Serbii.

## Historia
G17 Plus powstała jako pozarządowa grupa ekspercka. Została założona 14 października 1999, jej koordynatorami byli Mlađan Dinkić, a od 2002 Predrag Marković. Organizacja wspierała Demokratyczną Opozycję Serbii. 15 grudnia 2002 przekształciła się w partię polityczną. Samodzielnie wystartowała w wyborach w 2003, wprowadzając 34 posłów do 250-osobowego Zgromadzenia Narodowego. Przystąpiła do rządu Vojislava Koštunicy, z którego jednak wyszła w 2006. Skutkowało to przedterminowymi wyborami w 2007, ugrupowanie uzyskało 19 mandatów, ponownie współtworzyło koalicję rządzącą dotychczasowego premiera. Gabinet upadł po kilkunastu miesiącach, do wyborów w 2008 G17 Plus podeszła w ramach sojuszu skupionego wokół Partii Demokratycznej, obejmując 23 mandaty. W 2010 przywódca partii zaczął organizować blok Zjednoczone Regiony Serbii (URS), skupiający różne organizacje polityczne i społeczne, partie regionalne, osoby indywidualne. Regiony w 2012 zdobyły 16 miejsc w parlamencie. W 2013 URS przekształciły się w jednolitą partię, w skład której weszła formalnie G17 Plus.